# Трощанський парк
Тро́щанський парк — парк-пам'ятка садово-паркового мистецтва загальнодержавного значення. Розташований у селі Троща Чуднівського району Житомирської області. 
Перебуває у користуванні ДП «Дзержинський лісгосп АПК». Розташований у кварталі 25 Чуднівського лісництва, на території Трощанської сільської ради, на висоті 269 метрів над рівнем моря. На територію парку вільний доступ для відвідувачів.

## Історія
Парк заснований у 1810–1820 роках. Положення про парк-пам'ятку садово-паркового мистецтва загальнодержавного значення «Трощанський парк» було затверджено Наказом № 63 від 15 лютого 2012 року Міністерством екології та природних ресурсів України. Трощанський парк було оголошено природоохоронною територією загальнодержавного значення згідно з постановою колегії Держкомітету Ради Міністрів УРСР по охороні природи від 26 липня 1972 року № 22. Постановою № 18 від 30 серпня 1990 року Державного комітету Української РСР по екології і раціональному природокористуванню була змінена площа Трощанського парку.

## Опис
Офіційна площа парку становить 31,9 га, проте згідно з деякими проведеними дослідженнями вона становить 40 га. Палац, побудований на території парку, не був збережений. Трощанський парк розташовується біля ставка, що був створений на березі річки Тетерів. Площа ставка становить 21 га, проте він не входить до території парку. Трощанський парк міститься на території, що належить до Любарсько-Чуднівського геоботанічного району. Деградація паркових насаджень призвела до переважання лісового типу садово-паркового ландшафту. Озеленена площа парку становить 99,4% або 39,75 га, і 0,25 га території займають доріжки, що становить 0,6% від усієї території. На парковій території зростає 29 видів рослин. Кількість культиваторів — 1. Лісовий садово-парковий ландшафт переважає і становить 39,15 га. Регулярному типу садово-паркового ансамблю відведено 0,6 га. Парковий, лучний, садовий та альпійський типи садово-паркових ландшафтів відсутні на території Трощанського парку. В насадженнях природоохоронного об'єкту переважає ясен звичайний, граб звичайний та хвойні дерева. Насадження ясена звичайного займають 68,3% від озелененої площі або 27,15 га, насадження граба звичайного поширені на 30,2% території чи на 12,0 га, хвойні дерева, зокрема ялина звичайна насадженні на 1,5% території або на 0,6 га. 
На території Трощанського парку зростають ялини, яким понад 200 років. Дослідники вважають, що первинними були насадження дубових та грабово-дубових лісів.